# Djurö distrikt
Djurö distrikt är ett distrikt i Värmdö kommun och Stockholms län. 
Distriktet omfattar ön Djurö och omgivande öar. 

## Tidigare administrativ tillhörighet
Distriktet inrättades 2016 och utgörs av socknen Djurö i Värmdö kommun.
Området motsvarar den omfattning Djurö församling hade vid årsskiftet 1999/2000.